# JSTOR
JSTOR（ジェイストア、Journal Storageの略）は、米国のアンドリュー・メロン財団によって運営されている1995年創設の電子図書館である。電子化された書籍や学術雑誌の最新号、バックナンバーなどを収蔵・公開しており、2000近い学術雑誌の全文検索を提供している。160か国以上の8,000以上の機関がJSTORへのアクセス権を有しており、大部分の文献はそれらの機関経由でアクセスするか、記事毎に代金を支払ってアクセスする必要があるが、古い文献などパブリックドメインのコンテンツもあり、それらは誰でも無料で利用できる。また2012年からJSTORは、登録ユーザーに対して最大3記事を2週間閲覧可能にするサービスの提供を始めた。

## 歴史
JSTORは1972年から1988年までプリンストン大学の学長を勤めていたウィリアム・ボウエンによって設立された。JSTORはもともと、学術雑誌の収蔵量が増加し、購読料金の高騰と収蔵スペースの不足が起こるという、多くの図書館が抱えていた問題を解決するために立ち上げられた。JSTORの立ち上げにより、図書館は多くの学術雑誌を長期にわたって利用できる環境を手に入れ、デジタルデータをオンラインで利用し、全文検索も利用できるという飛躍的なアクセス性の向上を実現した。
JSTORは7つの異なるサイトからなる電子図書館として1995年に設立され、当初は10の経済学・歴史学関連の学術雑誌が含まれていた。その後、この小規模な企画の成功を受け、ボウエンとKevin Guthrie（JSTORの元会長）の働きかけにより、参加雑誌数が増加することとなった。二人は王立協会の代表らと会い、王立協会が発行するPhilosophical Transactions of the Royal Society誌の創刊号（1665年 - ）からのデジタル化と配信の合意を取り付けた。同誌のデジタル化は2000年12月に完了した。また新しい機能が徐々に追加され、様々なブラウザから全文検索が利用できるようになったほか、雑誌に含まれるグラフや画像がより鮮明になるソフトウェアの導入などが進められた。
当初JSTORはアンドリュー・メロン財団の資金提供により運営されており、2009年からは非営利団体としてニューヨークとミシガン州アナーバーにオフィスを置いて独立した。その後JSTORは、2003年に設立された非営利組織のIthaka Harbors, Inc.に統合された。

## コンテンツ
JSTORのコンテンツは900以上の出版社から提供されており、書誌データベースには50以上の学術分野についての1,900以上の学術雑誌のタイトルが含まれている。また2012年からは15000以上の書籍についても登録を進めており、学術論文内で引用されている場合などはそこにリンクされるようになっている。
また、JSTORの派生サービスとして、アーカイブされたコンテンツを利用したコーパス解析ができるサービスを提供するData for Researchや、植物の標本画像などを収蔵、公開しているJSTOR Plant Scienceなどがある。Data for Researchでは、XML形式やCSV形式でデータセットをダウンロードできるが、文献の全文は提供していない。またJSTOR Plant Scienceは、Global Plants Initiative (GPI)などの協力を得て、主にアフリカやラテンアメリカなどの植物の標本を提供している。

## アクセス
JSTORは、主に研究機関や公的な図書館、博物館、学校などとライセンス契約を結んでいる。通常はそれらの機関に在籍する研究員や学生などにアクセス権限を付与しているが、2013年には卒業生らも利用できるようにするためのパイロットプログラム (The Alumni Access Program) が開始された。また、出版元との個別契約によって、各雑誌ごとに購読契約を結ぶこともできる。
2012年現在、JSTORには1億5200万アクセスがあり、累積1億1300万記事が閲覧され、7350万記事がダウンロードされている。ただし非契約者は論文のタイトルや一部の要旨を無料で閲覧できるが、本文へのアクセスはできない。そのためJSTORは、非契約者からの論文への1億5000万アクセスをブロックしているとされる。
2012年に、Wikipediaの編集者100人に対してアクセス権を付与するパイロットプログラムが発表された。Wikipediaでの編集回数が1000回以上などの条件をクリアした編集者が対象とされており、2014年から希望者に順次アクセス権の付与が進められている。

### アーロン・スワーツによる不正アクセス事件
2010年から2011年にかけて、アメリカ合衆国のプログラマ・インターネット活動家であったアーロン・スワーツが、マサチューセッツ工科大学 (MIT) のデータネットワークを利用し、JSTORから大量の学術雑誌の記事ファイルをダウンロードしていたことが発覚した。スワーツはハーバード大学の研究員であったため、JSTORのアクセス権を有していたが、MITのオープンキャンパスを訪れて、自身のコンピューターをMITのネットワークスイッチに接続してダウンロードスクリプトを実行し、大量のファイルを短時間でダウンロードしたとされている。これを受けて連邦検事は、情報窃盗の疑いで操作を進め、2011年1月6日、スワーツはハーバード大学のキャンパス近くで逮捕された。
スワーツは同年7月に連邦検事によって起訴され、通信詐欺2件とコンピューター詐欺と濫用防止法の違反11件について罪を問われたがスワーツは全ての訴えに対して無罪を主張し、10万ドルの保釈金を払って釈放された。
JSTORは、彼の逮捕後に、スワーツのアクセスは権限の無い仕方で行われた「著しい誤用」だが、彼に対して民事訴訟をするつもりはない」という声明を出した。JSTOR側は、スワーツが服役しないための司法取引に応じる考えを示していたが、MIT側はそれに応じなかった。そのためスワーツが服役する可能性が高まっていたが、2013年1月11日、集合住宅でスワーツが自殺しているのを恋人が見つけた。遺書は発見されなかった。
JSTORはスワーツの死後すぐに、無料登録で閲覧できる記事を「450万件以上の記事」に拡大すると発表した。

## 関連文献
- Gauger, Barbara J; Kacena, Carolyn (2006). “JSTOR usage data and what it can tell us about ourselves: is there predictability based on historical use by libraries of similar size?”. OCLC Systems & Services 22 (1):  43–55. doi:10.1108/10650750610640801.
- Schonfeld, Roger C (2003). JSTOR: A History. Princeton, NJ: Princeton University Press. ISBN 0-691-11531-1
- Seeds, Robert S (November 2002). “Impact of a digital archive (JSTOR) on print collection use”. Collection Building 21 (3):  120–22. doi:10.1108/01604950210434551.
- Spinella, Michael P (2007). “JSTOR”. Journal of Library Administration 46 (2):  55–78. doi:10.1300/J111v46n02_05.
- Spinella, Michael (2008). “JSTOR and the changing digital landscape”. Interlending & Document Supply 36 (2):  79–85. doi:10.1108/02641610810878549.